# Louis di Galles
Louis di Galles (Louis Arthur Charles Mountbatten-Windsor; Londra, 23 aprile 2018) è un principe britannico, membro della famiglia reale Windsor, terzogenito di William, principe di Galles, e Catherine Middleton.
È quarto nella linea di successione a suo nonno paterno, il re Carlo III, dopo suo padre, suo fratello George e sua sorella Charlotte.

## Biografia

### Nascita e battesimo
Louis è nato il 23 aprile 2018 alle 11:01 GMT nell'Ospedale di Saint Mary di Paddington, dove nacquero precedentemente anche i fratelli George e Charlotte. Il neonato è stato mostrato al pubblico per la prima volta fuori dall'ospedale con i suoi genitori, circa sette ore dopo la sua nascita.
Il 27 aprile 2018 il Duca di Cambridge e la Duchessa di Cambridge hanno annunciato che il nome del loro terzo figlio sarà (Louis Arthur Charles). Come già per il quarto nome del padre (William Arthur Philip Louis) e il terzo del fratello maggiore (George Alexander Louis), il nome del principe Louis è da pronunciarsi /ˈluːi/ senza la "s".
È stato battezzato il 9 luglio 2018 nella cappella reale del Palazzo di St. James di Londra, dall’arcivescovo di Canterbury Justin Welby. I padrini e le madrine, nessuno dei quali appartenente alla famiglia reale, sono stati: Lucy Middleton, cugina di Catherine, principessa di Galles; Lady Laura Meade, moglie di un amico d'infanzia di William, principe di Galles; Hannah Gillingham, compagna di studi di Kate; Nicholas Van Cutsem, amico stretto di William; Guy Pelly, amico di famiglia, e Harry Aubrey-Fletcher, compagno di studi di William.

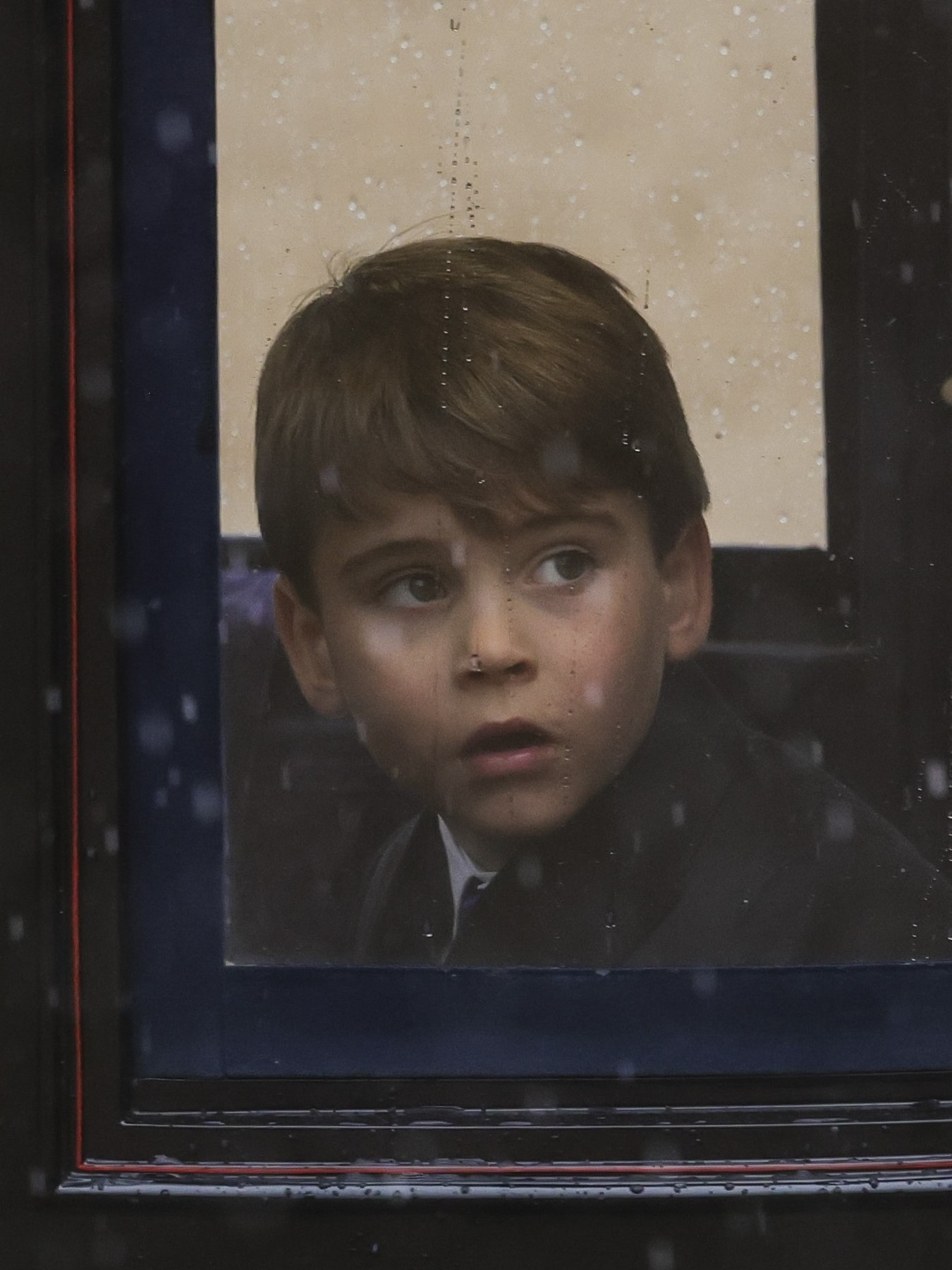
Louis nel 2024

### Istruzione
Ha iniziato la scuola presso la Willcocks Nursery School vicino all'allora residenza principale della sua famiglia a Kensington Palace, nell'aprile 2021.
Lui e i suoi fratelli hanno iniziato a frequentare Lambrook, una scuola preparatoria indipendente nel Berkshire, nel settembre 2022 dopo che la sua famiglia si è trasferita a Windsor e ha iniziato a risiedere ad Adelaide Cottage.

## Titoli e trattamento

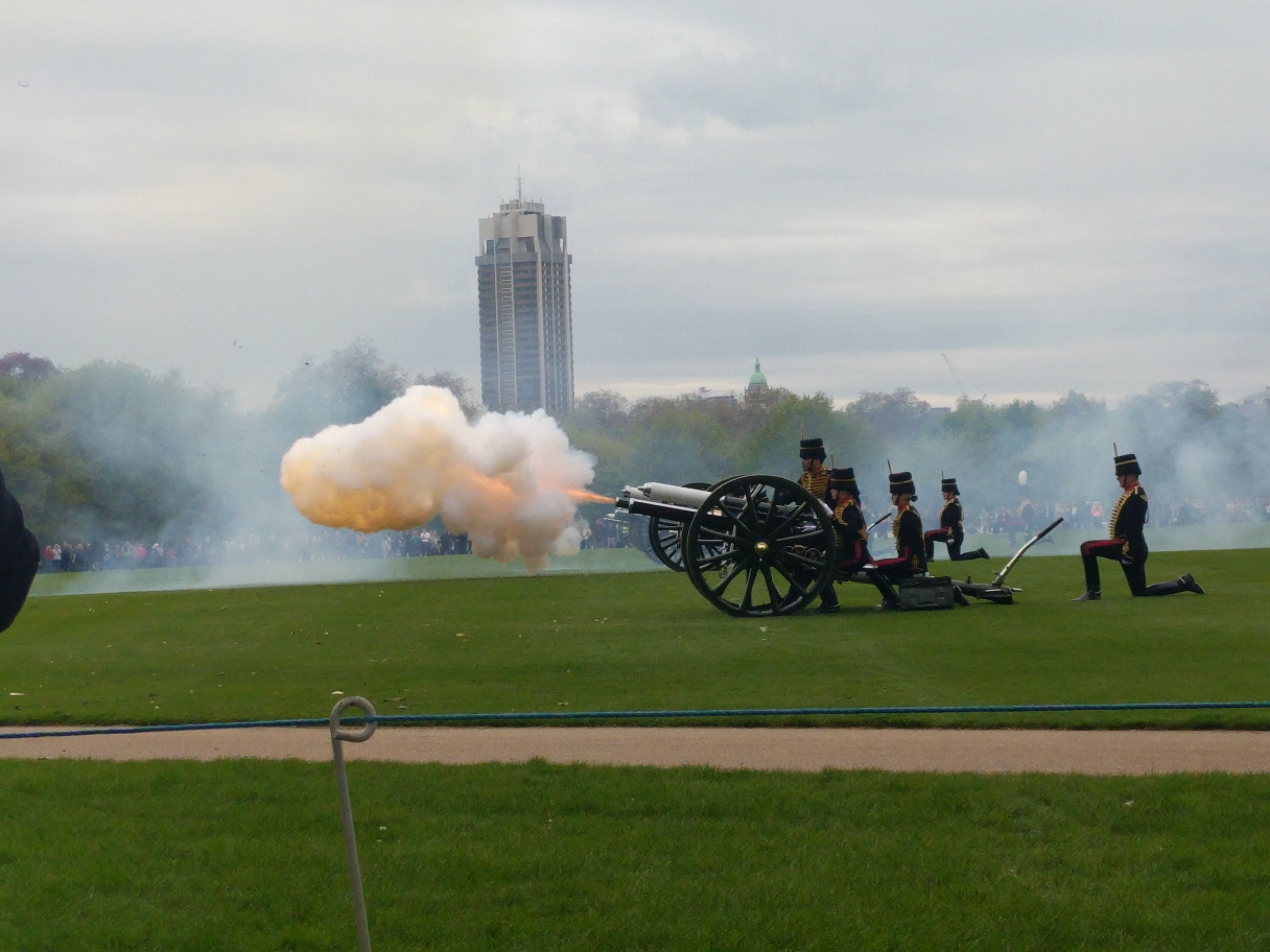
Il tradizionale sparo dei cannoni a Hyde Park, Londra, per la nascita del principe Louis

Il principe Louis è, per nascita, un principe del Regno Unito con il diritto al trattamento di altezza reale tramite lettere patenti emanate dalla regina Elisabetta II il 31 dicembre 2012, che conferiva titoli e trattamento a tutti i figli del figlio maggiore del principe di Galles. Il suo titolo e trattamento ufficiale è sua altezza reale principe Louis di Galles.
- 23 aprile 2018 - 8 settembre 2022: Sua Altezza Reale il Principe Louis di Cambridge
- 8 settembre 2022 - 9 settembre 2022: Sua Altezza Reale il Principe Louis di Cornovaglia e Cambridge
- 9 settembre 2022 - attuale: Sua Altezza Reale il Principe Louis di Galles

### Posizione costituzionale
Il principe è quarto nella linea di successione dopo il padre, il fratello maggiore e la sorella maggiore. A causa delle modifiche alla legge di successione del 2015, note come accordo di Perth, che sancì il passaggio dalla primogenitura a preferenza maschile alla primogenitura assoluta, è il primo principe del Regno Unito a trovarsi dopo sua sorella nella linea di successione.

## Ascendenza
|                             |                         |                                  | Genitori                          |  |  | Nonni |  |  | Bisnonni             |  |  | Trisnonni                    |  |
|                             |                         |                                  |                                   |  |  |       |  |  | Filippo di Edimburgo |  |  | Andrea di Grecia e Danimarca |  |
|                             |                         |                                  |                                   |  |  |       |  |  | Filippo di Edimburgo |  |  | Andrea di Grecia e Danimarca |  |
|                             |                         | Alice di Battenberg              |                                   |  |  |       |  |  | Filippo di Edimburgo |  |  |                              |  |
| Carlo III                   |                         |                                  |                                   |  |  |       |  |  | Filippo di Edimburgo |  |  |                              |  |
|                             |                         | Elisabetta II                    | Giorgio VI                        |  |  |       |  |  |                      |  |  |                              |  |
|                             |                         | Elisabetta II                    | Giorgio VI                        |  |  |       |  |  |                      |  |  |                              |  |
|                             |                         | Elisabetta II                    | Elizabeth Bowes-Lyon              |  |  |       |  |  |                      |  |  |                              |  |
| William, principe di Galles |                         | Elisabetta II                    |                                   |  |  |       |  |  |                      |  |  |                              |  |
|                             |                         | John Spencer, VIII conte Spencer | Albert Spencer, VII conte Spencer |  |  |       |  |  |                      |  |  |                              |  |
|                             |                         | John Spencer, VIII conte Spencer | Albert Spencer, VII conte Spencer |  |  |       |  |  |                      |  |  |                              |  |
|                             |                         | John Spencer, VIII conte Spencer | Cynthia Hamilton                  |  |  |       |  |  |                      |  |  |                              |  |
| Diana Spencer               |                         | John Spencer, VIII conte Spencer |                                   |  |  |       |  |  |                      |  |  |                              |  |
|                             |                         | Frances Shand Kydd               | Maurice Roche, IV barone Fermoy   |  |  |       |  |  |                      |  |  |                              |  |
|                             |                         | Frances Shand Kydd               | Maurice Roche, IV barone Fermoy   |  |  |       |  |  |                      |  |  |                              |  |
|                             |                         | Frances Shand Kydd               | Ruth Roche, baronessa Fermoy      |  |  |       |  |  |                      |  |  |                              |  |
| Louis di Galles             |                         | Frances Shand Kydd               |                                   |  |  |       |  |  |                      |  |  |                              |  |
|                             | Peter Francis Middleton | Richard Noel Middleton           |                                   |  |  |       |  |  |                      |  |  |                              |  |
|                             | Peter Francis Middleton | Richard Noel Middleton           |                                   |  |  |       |  |  |                      |  |  |                              |  |
|                             | Peter Francis Middleton | Olive Christiana Lupton          |                                   |  |  |       |  |  |                      |  |  |                              |  |
| Michael Francis Middleton   | Peter Francis Middleton |                                  |                                   |  |  |       |  |  |                      |  |  |                              |  |
|                             |                         | Valerie Glassborow               | Frederick George Glassborow       |  |  |       |  |  |                      |  |  |                              |  |
|                             |                         | Valerie Glassborow               | Frederick George Glassborow       |  |  |       |  |  |                      |  |  |                              |  |
|                             |                         | Valerie Glassborow               | Constance Robison                 |  |  |       |  |  |                      |  |  |                              |  |
| Catherine Middleton         |                         | Valerie Glassborow               |                                   |  |  |       |  |  |                      |  |  |                              |  |
|                             |                         | Ronald John James Goldsmith      | Stephen Charles Goldsmith         |  |  |       |  |  |                      |  |  |                              |  |
|                             |                         | Ronald John James Goldsmith      | Stephen Charles Goldsmith         |  |  |       |  |  |                      |  |  |                              |  |
|                             |                         | Ronald John James Goldsmith      | Edith Eliza Chandler              |  |  |       |  |  |                      |  |  |                              |  |
| Carole Elizabeth Goldsmith  |                         | Ronald John James Goldsmith      |                                   |  |  |       |  |  |                      |  |  |                              |  |
|                             |                         | Dorothy Harrison                 | Thomas Harrison                   |  |  |       |  |  |                      |  |  |                              |  |
|                             |                         | Dorothy Harrison                 | Thomas Harrison                   |  |  |       |  |  |                      |  |  |                              |  |
|                             |                         | Dorothy Harrison                 | Elizabeth Mary Temple             |  |  |       |  |  |                      |  |  |                              |  |
|                             |                         | Dorothy Harrison                 |                                   |  |  |       |  |  |                      |  |  |                              |  |